# Lucas Bryant
Lucas Bryant (nascido em 28 de setembro de 1978) é um ator americano / canadense. Bryant é mais conhecido por seu papel como Nathan Wuornos na série Haven (2010 - 2015) produzida e exibida pelo canal Syfy.

## Biografia
Bryant nasceu em Elmira, Ontário, Canadá, filho de Susan Hodges Bryant e M. Darrol Bryant. Ele atualmente possui dupla cidadania (canadense e norte-americano). Seu pai é de Dakota do Norte, e sua mãe nasceu e cresceu nos Estados Unidos. Bryant se formou na Elmira Distrito Escola Secundária e estudou atuação no Colégio Sheridan em Oakville, Ontario.

## Carreira
Ele era a estrela da série de televisão de curta duração Love & Secrets. Para a televisão, Bryant apareceu nos filmes Playing House e mais Sex and the Single Mom, bem como convidado estrelou a série Queer as Folk, Odyssey 5 e Playmakers. Ele também já atuou em projetos de televisão canadenses, incluindo Crazy Canucks, um americano no Canadá e The Eleventh Hour. Bryant apareceu no palco no Canadá em muitas produções, incluindo The Crucible e O Rei e Eu. Bryant apareceu como Gabe McCall na CBC drama de MVP: A vida secreta das esposas de hóquei. Entre 2010 e 2015 estrelou na série Haven, que foi baseada no romance "The Colorado Kid", de Stephen King. Nesta mesma série, foi par romântico de Emily Rose, com quem também estrelou o longa "Perfect Plan".
No final de 2012, Bryant estrelou o filme original Lifetime Happy In-Laws. Bryant interpretou Peter, um professor que se torna noivo de uma astrônoma. Quando ele conhece seus pais, descobre que eles são realmente o Sr. e Sra. Noel. O filme é co -estrelado por George Wendt e Shelley Long. O filme foi dirigido por Leslie Hope, que já dirigiu Bryant em outra produção.

## Filmografia

### Filmografia - Documentários
| Ano  | Título Documentário                          |
| ---- | -------------------------------------------- |
| 2006 | Sunday Morning                               |
| 2012 | The Hauting Truth About Haven: A Documentary |
| 2012 | Syfy 20th Anniversary Special                |

### Filmografia - Filme
| Ano  | Título do Filme                    | Nome do Personagem      |
| ---- | ---------------------------------- | ----------------------- |
| 2004 | Crazy Canucks                      | Ken Read                |
| 2005 | More Sex & the Single Mom          | Gabe Emerson            |
| 2006 | Playing House                      | Calvin Puddie           |
| 2007 | I Hate Musicals                    | Brad                    |
| 2008 | A Very Merry Daughter of the Bride | Dylan                   |
| 2010 | Perfect Plan                       | Sean/ Keenan Blake      |
| 2012 | The Vow                            | Kyle                    |
| 2012 | Merry In-Laws                      | Peter                   |
| 2015 | The Girl King                      | Count Johan Oxenstierna |
| 2016 | Secret Summer                      | Daniel                  |
| 2016 | Summer Love                        | Colin Fitzgerald        |

### Filmografia - Séries
| Ano       | Título da Série            | Nome do Personagem           |
| --------- | -------------------------- | ---------------------------- |
| 2003      | Odyssey 5                  | -                            |
| 2003      | Playmakers                 | -                            |
| 2002-2005 | Queer as Folk              | Tucker / Estudante           |
| 2005      | Sex, Love & Secrets        | Milo Vanderbeer              |
| 2008      | M.V.P                      | Gabe McCall                  |
| 2008      | Faux Baby                  | Harry                        |
| 2013      | CSI: Investigação Criminal | Sean McHenry                 |
| 2013      | Cracked                    | Jesse Powell                 |
| 2013      | A Bela e a Fera            | Paul Davis / Muirfield Agent |
| 2013      | NerdHQ                     | Lucas Bryant                 |
| 2010-2015 | Haven (série)              | Nathan Wuornos               |
| 2015      | Best Man Wins              | -                            |
| 2016      | Shoot The Messenger        | Simon Olenski                |
| 2018      | Frankie Drake Mysteries    | Phillip Anderson             |